# Mohamed Farès Jelassi
Mohamed Farès Jelassi (arabe : محمد فارس الجلاصي), né le 9 janvier 1997, est un athlète tunisien, spécialiste du 400 mètres.

## Biographie
Il termine deuxième sur 400 m haies aux Jeux olympiques de la jeunesse de 2014.
Il remporte la médaille de bronze lors des championnats d'Afrique dans l'épreuve du 400 mètres, après départage avec le Sud-Africain Zakithi Nene qui avait terminé dans le même centième (45 s 333 contre 45 s 340).

## Palmarès
| Date | Compétition                    | Lieu         | Résultat | Épreuve     | Temps   |
| ---- | ------------------------------ | ------------ | -------- | ----------- | ------- |
| 2014 | Jeux olympiques de la jeunesse | Nankin       | 2e       | 400 m haies | 50 s 61 |
| 2016 | Championnats du monde juniors  | Bydgoszcz    | 8e       | 400 m haies | 52 s 14 |
| 2022 | Championnats d'Afrique         | Saint-Pierre | 3e       | 400 m       | 45 s 54 |

## Records
| Épreuve     | Performance | Lieu         | Date            |
| ----------- | ----------- | ------------ | --------------- |
| 400 m       | 45 s 54     | Saint-Pierre | 10 juin 2022    |
| 400 m haies | 50 s 82     | Bydgoszcz    | 22 juillet 2016 |